# Topographisch Militärische Charte des Herzogtums Holstein

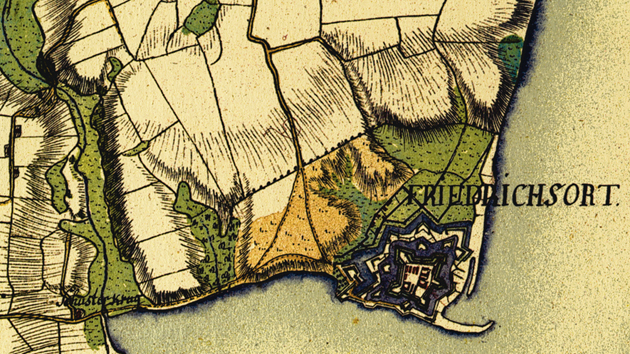
Ausschnitt aus der Vahrendorf’schen Karte von Schleswig-Holstein

Die Topographisch Militärische Charte des Herzogtums Holstein, heute auch Vahrendorfsche Karte genannt, ist ein topografisches Kartenwerk. Sie wurde in den Jahren 1789 bis 1796 von Offizieren des Schleswigschen Infanterieregimentes unter der Leitung von Gustav Adolf von Varendorf aufgenommen. Eine geographische Meile entsprach einem Hamburger bzw. Holsteiner Fuß auf der Karte, was einem Maßstab von 1 : 26.293 entspricht. Sie umfasst 68 Einzelblätter.

## Reproduktion der Karten
Das Landesvermessungsamt Schleswig-Holstein erstellte 1991 eine Reproduktion der Blätter im Maßstab 1:25.000.
| Blatt | Blatttitel                                    | Karte                       |
| ----- | --------------------------------------------- | --------------------------- |
| 1     | Sankt Peter-Ording – Vollerwiek               |                             |
| 2     | Friedrichstadt – Lunden – Tönning             |                             |
| 3     | Süderstapel – Meggerdorf                      |                             |
| 4     | Eidermündung                                  |                             |
| 5     | Büsum – Wesselburen                           |                             |
| 6     | Heide                                         |                             |
| 7     | Erfde – Dellstedt – Tellingstedt              |                             |
| 8     | Fockbek – Hohn – Westerrönfeld                |                             |
| 9     | Rendsburg                                     |                             |
| 10    | Achterwehr – Gettorf – Kronshagen – Kiel-West | Imagemap eines Ausschnittes |
| 11    | Kiel – Friedrichsort – Laboe                  |                             |
| 12    | Schönberg                                     |                             |
| 13    | Scharhörn-West – Großer Vogelsand             |                             |
| 14    | Neuwerk – Scharhörn-Ost                       |                             |
| 15    | Außenelbe – Buschsand                         |                             |
| 16    | Dieksand – Meldorfer Bucht                    |                             |
| 17    | Meldorf                                       |                             |
| 18    | Albersdorf – Hanerau-Hademarschen             |                             |
| 19    | Breiholz – Jevenstedt – Todenbüttel           |                             |
| 20    | Nortorf                                       |                             |
| 21    | Bordesholm – Flintbek – Kiel                  | Imagemap eines Ausschnittes |
| 22    | Kiel-Ost – Preetz                             |                             |
| 23    | Lütjenburg – Selent                           |                             |
| 24    | Oldenburg in Holstein                         |                             |
| 25    | Heiligenhafen                                 |                             |
| 26    | Duhnen                                        |                             |
| 27    | Cuxhaven                                      |                             |
| 28    | Marne – Brunsbüttel                           |                             |
| 29    | Brunsbüttel (Hafen) – Burg (Dithmarschen)     |                             |
| 30    | Schenefeld – Wilster – Itzehoe-Nord           |                             |
| 31    | Hohenlockstedt – Hohenwestedt – Aukrug-West   |                             |
| 32    | Neumünster                                    |                             |
| 33    | Bornhöved – Gadeland – Wattenbek              |                             |
| 34    | Plön                                          |                             |
| 35    | Eutin – Malente                               |                             |
| 36    | Grömitz – Lensahn – Schönwalde                |                             |
| 37    | Dahme – Kellenhusen                           |                             |
| 38    | Belum – Neuhaus (Oste) – Otterndorf           |                             |
| 39    | Brokdorf – Wilstermarsch – Freiburg (Elbe)    |                             |
| 40    | Glückstadt – Krempe – Itzehoe-Süd             |                             |
| 41    | Kellinghusen – Brande-Hörnerkirchen           |                             |
| 42    | Bad Bramstedt – Boostedt                      |                             |
| 43    | Bad Segeberg – Rickling                       |                             |
| 44    | Gnissau – Seedorf – Wensin                    |                             |
| 45    | Ahrensbök – Scharbeutz – Süsel                |                             |
| 46    | Neustadt in Holstein                          |                             |
| 47    | Krautsand                                     |                             |
| 48    | Elmshorn – Uetersen – Pagensand               |                             |
| 49    | Barmstedt – Quickborn                         |                             |
| 50    | Henstedt-Ulzburg – Kaltenkirchen              |                             |
| 51    | Leezen – Sülfeld                              |                             |
| 52    | Bad Oldesloe – Reinfeld                       |                             |
| 53    | Lübeck – Bad Schwartau                        |                             |
| 54    | Travemünde                                    |                             |
| 55    | Wedel                                         |                             |
| 56    | Hamburg – Blankenese – Pinneberg              |                             |
| 57    | Fuhlsbüttel – Alstertal                       |                             |
| 58    | Bargteheide – Ahrensburg                      |                             |
| 59    | Rethwisch – Sandesneben                       |                             |
| 60    | Lübeck-Süd – Ratzeburg                        |                             |
| 61    | Buxtehude                                     |                             |
| 62    | Altona – Hamburg – Harburg                    |                             |
| 63    | Bergedorf – Reinbek – Wandsbek                |                             |
| 64    | Glinde – Schwarzenbek                         |                             |
| 65    | Breitenfelde – Nusse                          |                             |
| 66    | Mölln                                         |                             |
| 67    | Pattensen                                     |                             |
| 68    | Vierlande – Winsen                            |                             |